# Хамфри Гудман
Детектив инспектор Хамфри Гудмен је лик у криминалистичкој драмској телевизијској серији Смрт у рају кога тумачи Крис Маршал.

## Опис
Гудмен је додељен Сент Мерију након убиства инспектора Ричарда Пула на почетку 3. серијала. Трагови из Пулове истраге помогли су Гудмену да открије мотив и идентитет убице. Гудмен је прокоментарисао да је инспектор Пул 'решио сопствено убиство'. Гудмен је остао у Сент Мерију пошто је његова супруга Сали (Морвен Кристи) објавила да му се неће придружити на карипском острву. Касније је његов отац Мартин (Џејмс Фокс) посетио острво у нади да ће га убедити да се помири са Сали, али није успео да то учини.
Постао је главни инспектор на острву и прешао на Пулову стару рутину објављивања убице пред свим осумњиченима и његовом полицијском екипом. Веома је неорганизован, често заборавља ствари или нема шта да бележи. Много више је уживао у животу на Карибима од свог претходника. Има дар да може одмах да реши убиства, гледајући на значење малих детаља, слично као и његов претходник.
Заљубио се у своју детективску наредницу Камил Бордеј, приближавајући се томе да открије своја осећања према њој током 4. серијала. Покушао је да спречи њен одлазак када је тражила посао у Паризу, али се зауставио. Поделио је страствени пољубац са њом непосредно пре него што је напустила острво у 4. епизоди 4. серијала. Имао је срдачнији и пријатељскији однос са њеном наследницом Флоренс Касел (Жозефин Жобер), често деливши шале заједно. Гудмен и Каселова су посветили пиће Камил након свог првог решеног случаја.
Током петог серијала, подзаплет је укључивао Гудмена у покушају да нађе девојку, али његови резултати су били различитих степена неуспеха све док није налетео на Марту (Сали Бретон), жену која је једном водила продавницу сендвича у коју је посећивао док је радио у Лондону, у завршници серијала. У шестом серијалу, Марта се враћа на острво на неколико недеља, али док су Гудмен и она уживали у заједничком времену, она се на крају враћа у Лондон да започне посао из снова у новом ресторану. Када је следећи случај послао Гудмена и његову екипу у Лондон да прате своје осумњичене, он бива подстакнут да остане са Мартом, бирајући недавно посталог удовца инспектора Џека Мунија – лондонског везу за њихов најновији случај – за свог наследника на Сент Мерију. Отишао је у 6. епизоди 6. серијала (2017).
Гудмен је описан као "случајно незгодан" и "склон несрећама". Мајкл Хоган тврди да „његово неспретно и замуцкивање личе на имитацију Хјуа Гранта“.